# Noord-Zuidverbinding (Brussel)
De Brusselse Noord-Zuidverbinding (Frans: Jonction Nord-Midi), ook bekend als Spoorlijn 0, is een spoorwegverbinding tussen de stations Brussel-Noord en Brussel-Zuid. Het is de drukste verbinding van België, telt zes sporen en vijf stations.
De eerste plannen voor de verbinding dateren al van halverwege de 19de eeuw, de uiteindelijke inhuldiging gebeurde op 4 oktober 1952. Omdat door de bouw van het tracé delen van de historische binnenstad van Brussel en enkele volkswijken werden gesloopt wordt de Noord-Zuidverbinding beschouwd als een voorbeeld van de verbrusseling.

## Geschiedenis

### De westelijke Noord-Zuidverbinding
Op 5 mei 1835 vertrok vanuit Brussel-Groendreef de eerste Belgische treinrit richting Mechelen. De spoorwegen kenden meteen een ontzettend groot succes en de passagiersaantallen namen meteen enorm toe. Al gauw ontstonden er meerdere spoorlijnen en verbindingen van en naar Brussel, waardoor er nood was aan nieuwe stations. In het zuiden van de stad, ter hoogte van het Rouppeplein, opende op 18 mei 1840 het Bogaardenstation, de voorloper van het Brusselse Zuidstation. Al snel ontstond het idee om het Bogaardenstation en het nog te bouwen Noordstation met elkaar te verbinden. Deze verbindingslijn werd ingehuldigd op 28 september 1841. Ter hoogte van de Zuidlaan ontsprong dit spoor in westelijke richting en volgde de binnenring langs het kanaal om via Brussel-Groendreef in Brussel-Noord aan te komen, dat toen enkel bestond uit een enkel spoor zonder stationsgebouw. Hierdoor was de eerste noord-zuidverbinding een feit. De evolutie van de spoorwegen stond echter niet stil en al vlug bleek dit traject voor enige problemen te zorgen. Het treinverkeer was in 1841 nog relatief bescheiden, waardoor het andere verkeer langs de boulevards maar weinig hinderde. Het aantal treinen nam al snel toe en zorgde voor verschillende veiligheidsrisico's. Hierdoor moest een wachter voor de treinen uitlopen met een waarschuwingsvlag om ongevallen te voorkomen. Ook de scheepvaart werd gehinderd door de treinen. Verder kon de spoorlijn de almaar groeiende passagierscapaciteit niet langer aan. De verbinding bleek niet langer houdbaar en werd gaandeweg gesloten, waarbij enkel bepaalde stukken spoor bleven dienen voor goederenverkeer naar de haven.

### De eerste plannen
Omdat de westelijke lijn de passagiersaantallen niet langer aankon werden er halfweg de 19de eeuw verschillende plannen ingediend voor een nieuw tracé, dat dwars door de stad zou lopen. Eén versie stelde een traject voor op viaducten boven de straten, met meerdere spoorwegbruggen over de toen nog openliggende Zenne, alsook een groot centraal station met negen sporen. Andere plannen voorzagen een spoorwegtunnel onder de historische binnenstad.
Hoewel de overheden de noodzaak van een betere verbinding en het grote nut van een centraal station wel inzagen, werden de projecten uiteindelijk niet goedgekeurd. De hoge kostprijs, technisch moeilijke uitvoerbaarheid en mogelijke overlast van het spoorverkeer zorgden ervoor dat er geen concessies werden uitgeleend voor de bouw van een Noord-Zuidverbinding. Ook onder het volk bestond er grote onenigheid over het project, uit angst voor onteigeningen en een negatieve impact op de plaatselijke handel.

### Naar een concreet project
In 1893 kwam er opnieuw schot in de zaak. Spooringenieur Frédéric Bruneel publiceerde toen in eigen naam een plan dat de nodige aandacht kreeg. Intussen was het stadsbeeld al veel veranderd. Het Zuidstation was verplaatst van het Rouppeplein naar de Zuidlaan en was via een grote centrale boulevard, die de Zenne overdekte, verbonden met het Noordstation. Een commissie van drie leden werd samengesteld om te onderzoeken hoe de capaciteit van deze stations vergroot kon worden. Een nieuwe commissie, voorgezeten door de Minister van Spoorwegen, die in 1901 gevormd werd, bestudeerde drie mogelijkheden:
- Een aanzienlijke uitbreiding van Brussel-Zuid en Brussel-Noord.
- Een verplaatsing van het Noordstation richting Schaarbeek.
- Een directe of indirecte verbinding tussen beide stations.

De derde mogelijkheid werd unaniem goedgekeurd door de commissieleden en in 1903 bereikten de Belgische Staat en de stad Brussel een akkoord over de uitvoering van het project. De lijn moest lopen door de binnenstad en zou de vernietiging van verschillende volkswijken inhouden. De bestaande stationsgebouwen zouden moeten verdwijnen om plaats te maken voor nieuwe, verhoogde stations en ook een centraal station werd in dit plan opgenomen. Men wilde de centrale lanen zo veel mogelijk vermijden en daarom werd gekozen om een tunnel te bouwen doorheen de Brusselse bovenstad. Er waren echter ook tegen dit plan veel bezwaren. Naast de massale onteigening en afbraak van historische gebouwen werden er sterke vragen gesteld bij de rendabiliteit van de verbinding. De kostprijs voor het hele project was enorm en zou pas na vele tientallen jaren financieel worden goedgemaakt door de gewonnen efficiëntie van het passagiersverkeer. Men oordeelde uiteindelijk dat de verbinding van belang was voor het nationale spoorverkeer en dus de investering waard was. Ondanks hevig protest van de plaatselijke bevolking werden de werken in 1911 aangevat.

### Werken voor de Eerste Wereldoorlog

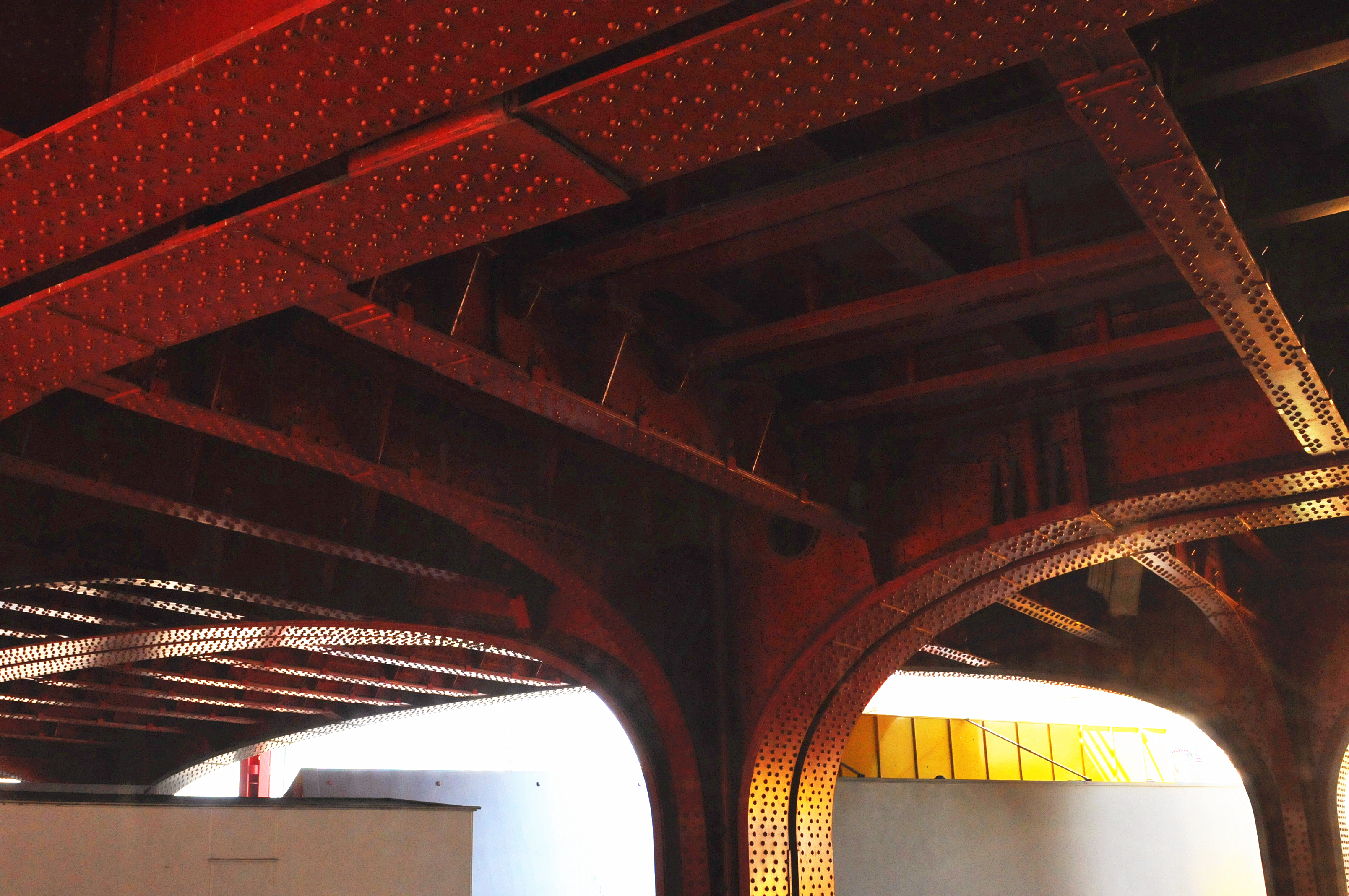
Detail van het oude stalen viaduct over de Zuidlaan

De werken begonnen in de buurt van het Zuidstation, waarbij het eerste deel van het tracé tot aan de Kapellekerk werd aangelegd. Daarbij werden reeds tientallen huizen gesloopt en verdeelde de werf de toenmalige Zuidwijk in twee (nu vormt dit de grens tussen de Stalingradwijk en de Marollen). Het verhoogde spoortracé bestond uit een metalen viaduct over de Zuidlaan en ging dan op een verhoogde berm richting de Kapellekerk. Verschillende tunnels met versierde portalen verbonden beide kanten van de wijk onder de spoorbaan. Nu vormen deze de oudste delen van de huidige Noord-Zuidverbinding.
Meer naar het centrum toe werden in de historische Putterijwijk de eerste onteigeningen uitgevoerd, waarbij stukken grond braak kwamen te liggen in afwachting van de bouw. Toen in 1914 de Eerste Wereldoorlog uitbrak werden de werken meteen stilgelegd. Niet enkel waren er door de oorlog te weinig financiële middelen en waren er te weinig arbeiders beschikbaar, ook weigerde het beheer van de spoorwegen samen te werken met de Duitse bezetter. Doorheen het conflict werd Brussel dan ook gekenmerkt door een onafgewerkte werf in het midden van haar centrum. Door voedseltekorten maakten de Brusselse inwoners overal in de stad volkstuintjes om groenten te kweken, waaronder in de Putterijwijk, waar nu veel grond was vrijgekomen.

### Voltooiing

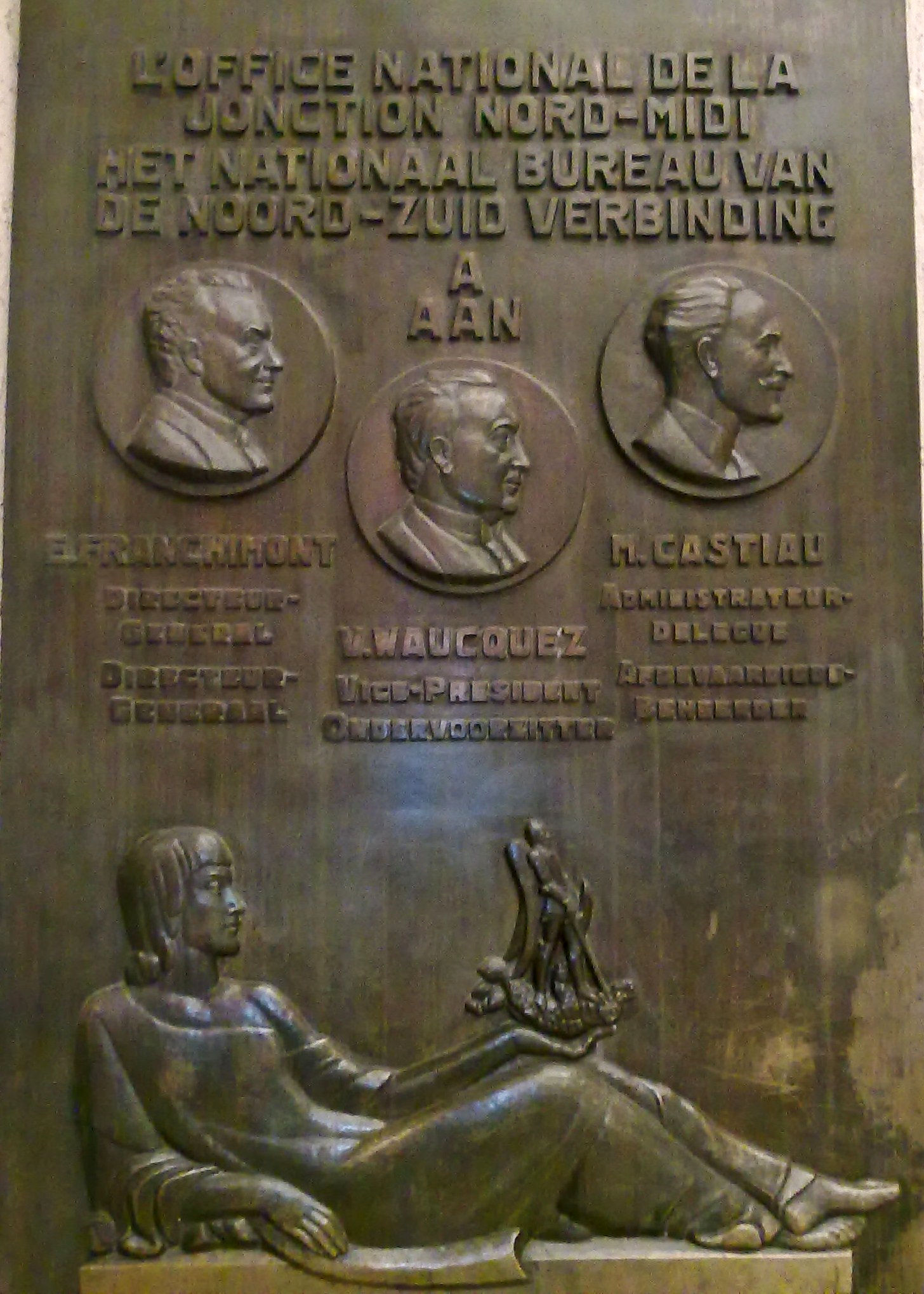
Gedenkplaat voor de realisators van de verbinding

Na de Grote Oorlog kon niet meteen verder worden gegaan met de werken. Over het hele land waren duizenden kilometers spoorlijn vernietigd door bombardementen, sabotage of metaaltekort en was veel spoorwegmaterieel verloren gegaan. Het ministerie van spoorwegen moest haar financiële middelen dan ook vooral investeren in de heropbouw van de infrastructuur, waardoor de dure werf in Brussel geen prioriteit meer was. Door opnieuw opkomende protesten en conflicten tussen voor- en tegenstanders van de verbinding bleef de werf bijna twintig jaar lang onaangeroerd.
In 1936 kwam er uiteindelijk opnieuw schot in de zaak. Om de werken eindelijk terug van start te laten gaan werd de 'Nationale Dienst voor de voltooiing van de Noord-Zuidverbinding' opgericht. Er werd verder gegaan met de afbraak van verschillende huizen en de aanleg van het tracé. Bij het uitbreken van de Tweede Wereldoorlog werden de werken niet volledig stilgelegd, maar gingen ze wel in sterk vertraagd tempo verder, door het grote gebrek aan bouwmaterialen.
Pas vanaf 1947 konden de arbeiders weer ongehinderd doorwerken en ging de werf plots heel snel vooruit. Intussen was er wel al veel gewijzigd aan het oorspronkelijke plan van 1903. De belangrijkste vernieuwing was dat men van bij het hervatten van de bouw de tunnel voorzag te elektrificeren. Het was intussen duidelijk dat de elektrische trein dra de oude stoomlocomotieven zouden verdrijven en dus maakte men de tunnel hiervoor meteen geschikt. Verder was ook het ontwerp van het toekomstige centraal station gewijzigd. Het ontwerp werd in 1936 toevertrouwd aan de architect Victor Horta, die het bekende art-deco-stationsgebouw grotendeels ontwierp. Bij de dood van Horta in 1947 nam architect Maxime Brunfaut het ontwerpen van hem over. Ook twee nieuwe stations, Brussel-Kapellekerk en Brussel-Congres, werden nu op het tracé voorzien.

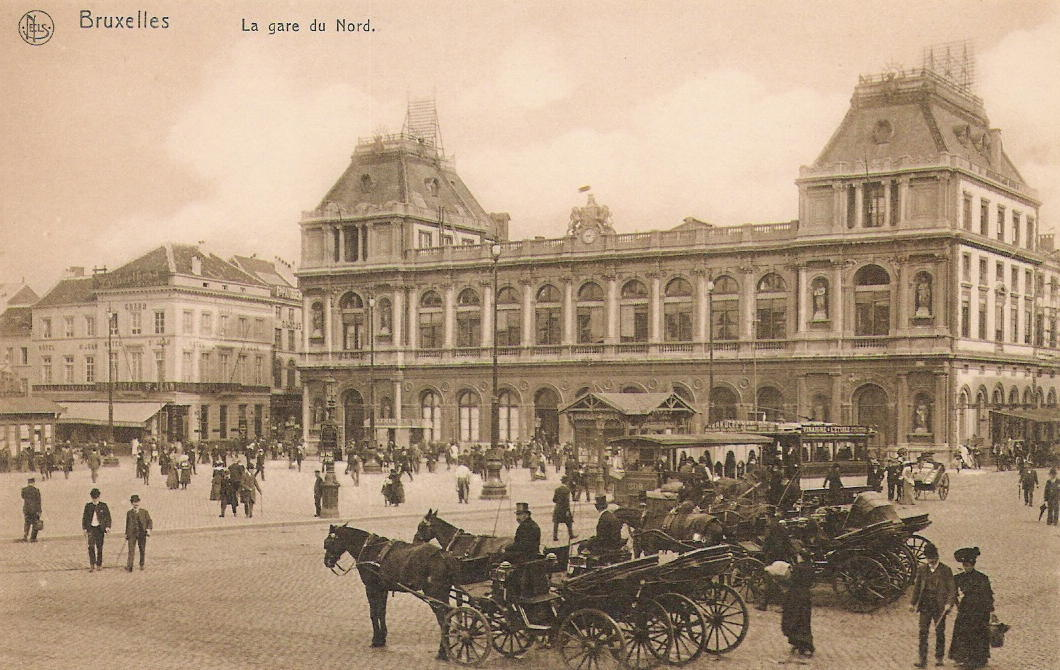
Station Brussel-Noord, voor de uitvoering van de Noord-Zuidverbinding
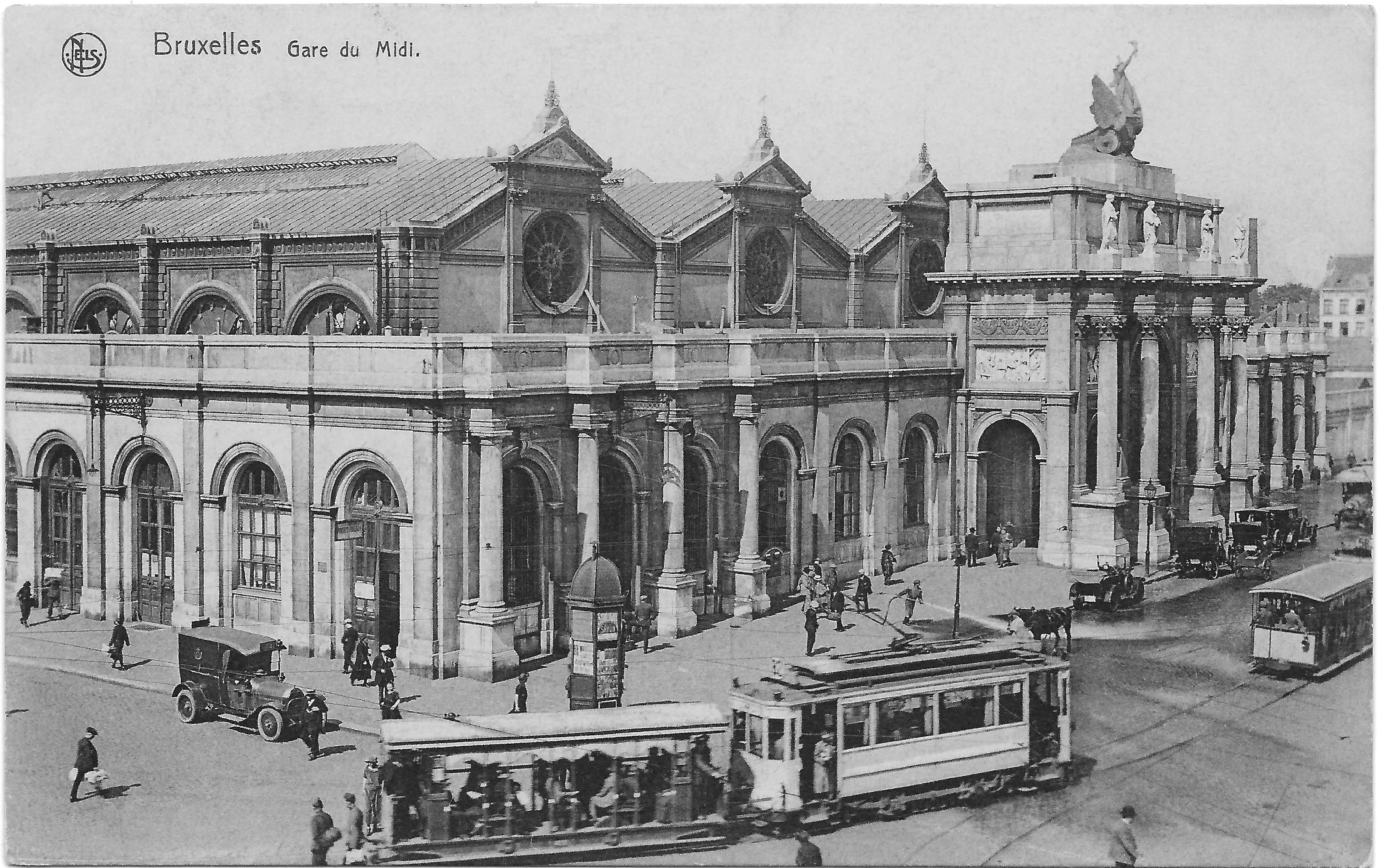
Station Brussel-Zuid, voor de uitvoering van de Noord-Zuidverbinding
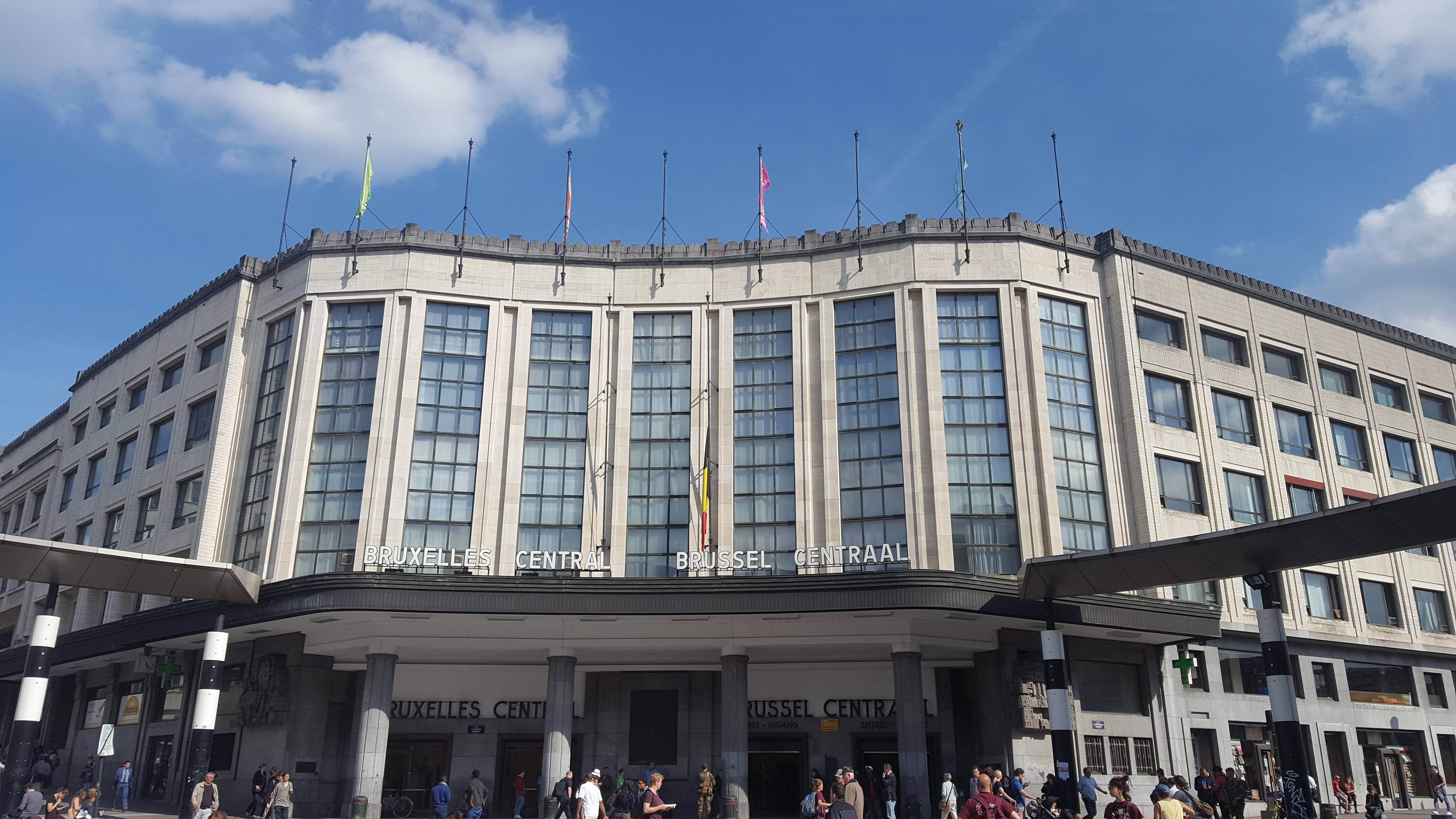
Station Brussel-Centraal, na de bouw van de Noord-Zuidverbinding

Het oude Zuidstation, ontworpen door Auguste Payen, werd in 1949 gesloten en afgebroken om plaats te maken voor het nieuwe, verhoogde station. Hetzelfde gebeurde met het Noordstation in 1950. Omdat men de twee drukste stations van Brussel niet zomaar kon sluiten gebeurde de ophoging in verschillende fases, waarbij zowel het oorspronkelijke station als de verhoogde sporen gelijktijdig bediend werden. De verhoogde baanvakken werden aangesloten op het reeds aangelegde tracé en de tunnel. Deze werd niet geboord onder de stad maar gebouwd volgens de openbouwputmethode. Hiervoor werd een groot deel van de Brusselse binnenstad opengelegd voor de aanleg van de ondergrondse sporen. Hierna werd het tunneldak gebouwd waarboven nieuwe brede lanen, de Keizerslaan en de de Berlaimontlaan, werden aangelegd, wat dus ook boven de grond voor een grote verandering in het stadsbeeld zorgde. Op 30 oktober 1951 reed een testtrein het hele traject uit. De officiële opening een jaar later in 1952.

### Opening
Op 4 oktober 1952 werd de nieuwe spoorverbinding, na bijna honderd jaar van plannen en bouwen, uiteindelijk plechtig geopend door koning Boudewijn. De opening begon met een plechtigheid in de grote hal van het nieuwe Centraal Station, waarbij hulde werd gebracht aan de gesneuvelde spoormannen, die een monument kregen in het station. In het koninklijke salon, een ruimte die intussen buiten gebruik is, hield de koning een toespraak voor de genodigden, waarna hij een lint aan de trap naar perrons 3 en 4 doorknipte. Hierna stapte de delegatie aan boord van de Belgische Koninklijke trein, die uitreed naar het Zuidstation en daarmee de eerste 'officiële' trein werd die door de Noord-Zuidverbinding reed.

### Eerste jaren

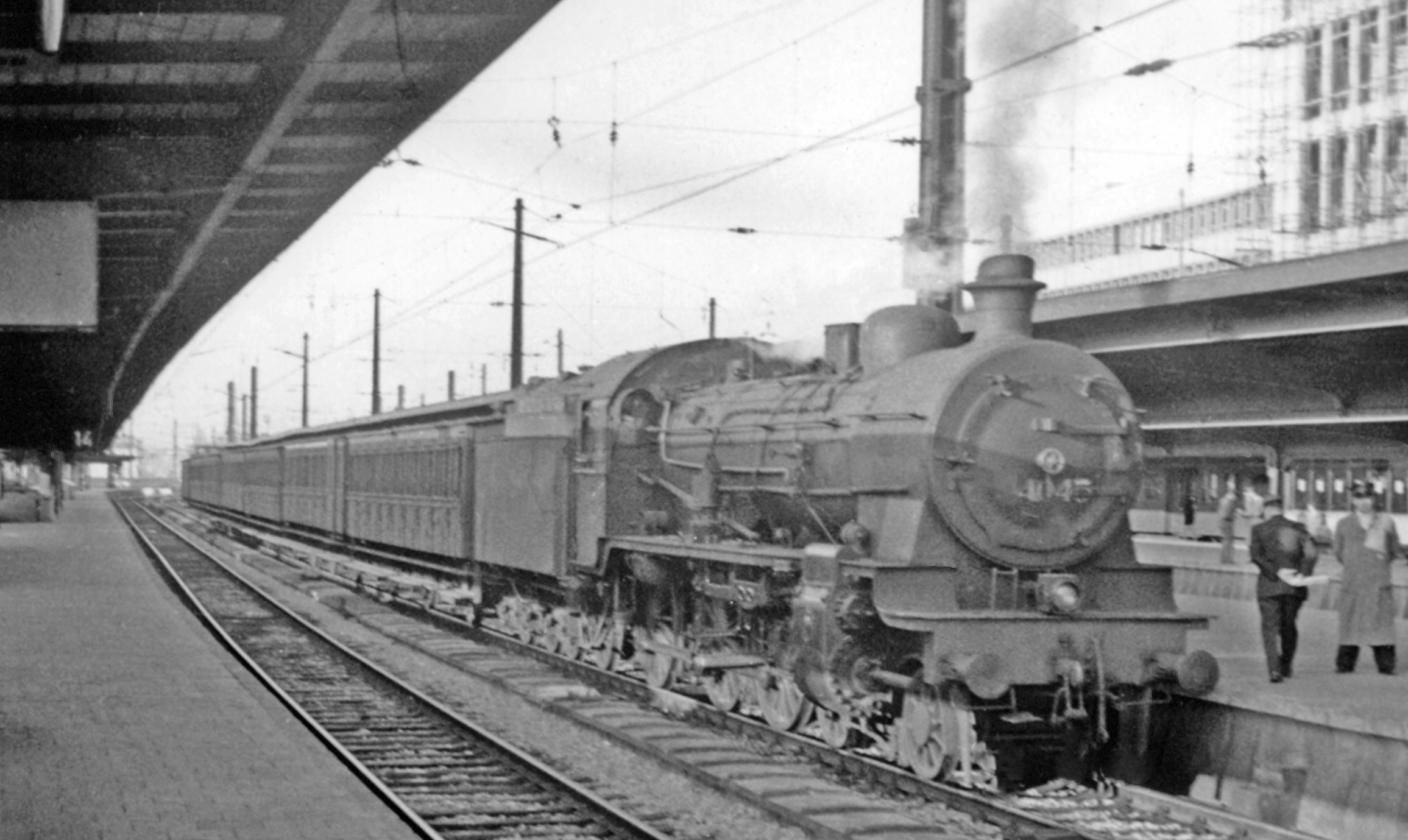
Een stoomlocomotief in Brussel-Zuid, wachtend op de elektrische locomotief die haar door de Noord-Zuidverbinding zal slepen (1957)

De opening van de tunnel zorgde zoals verwacht voor meer efficiëntie voor het Belgische treinverkeer. Treinen moesten nu niet langer kop maken in Brussel-Noord of -Zuid, maar konden dwars door de stad rijden, waardoor lange verbindingen doorheen het hele land mogelijk werden. Ook voor het internationale treinverkeer was dit een grote verbetering, aangezien internationale treinen vanuit Oostende geen kop meer moesten maken in het Noordstation. Hoewel de tunnel van begin af aan van bovenleiding was voorzien bestond het overgrote deel van het Belgische spoorwegmaterieel nog uit stoomlocomotieven in 1952. De doortocht van dergelijke locomotieven leverde al vlug problemen op met de ventilatie in de tunnel, waardoor rookoverlast ontstond en seinen moeilijker zichtbaar waren. Een gelijkaardig probleem bestond in mindere mate met de uitlaatgassen van dieseltreinen. Naar het einde van het stoomtijdperk toe werd er steeds minder met stoomtreinen door de tunnel gereden en ging men vaak over tot het koppelen van een elektrische locomotief aan een stoomlocomotief om deze zonder overlast door de tunnel te krijgen. Dit was echter een omslachtig proces en zorgde mee voor de uiteindelijke buitendienststelling van de stoomtreinen in België. De Noord-Zuidverbinding vormde ook de doodsteek voor het oudste station van het land, Brussel-Groendreef. Zowel voor goederen als personentransport was dit station volledig overbodig geworden en bijgevolg werd het gesloten in 1954.

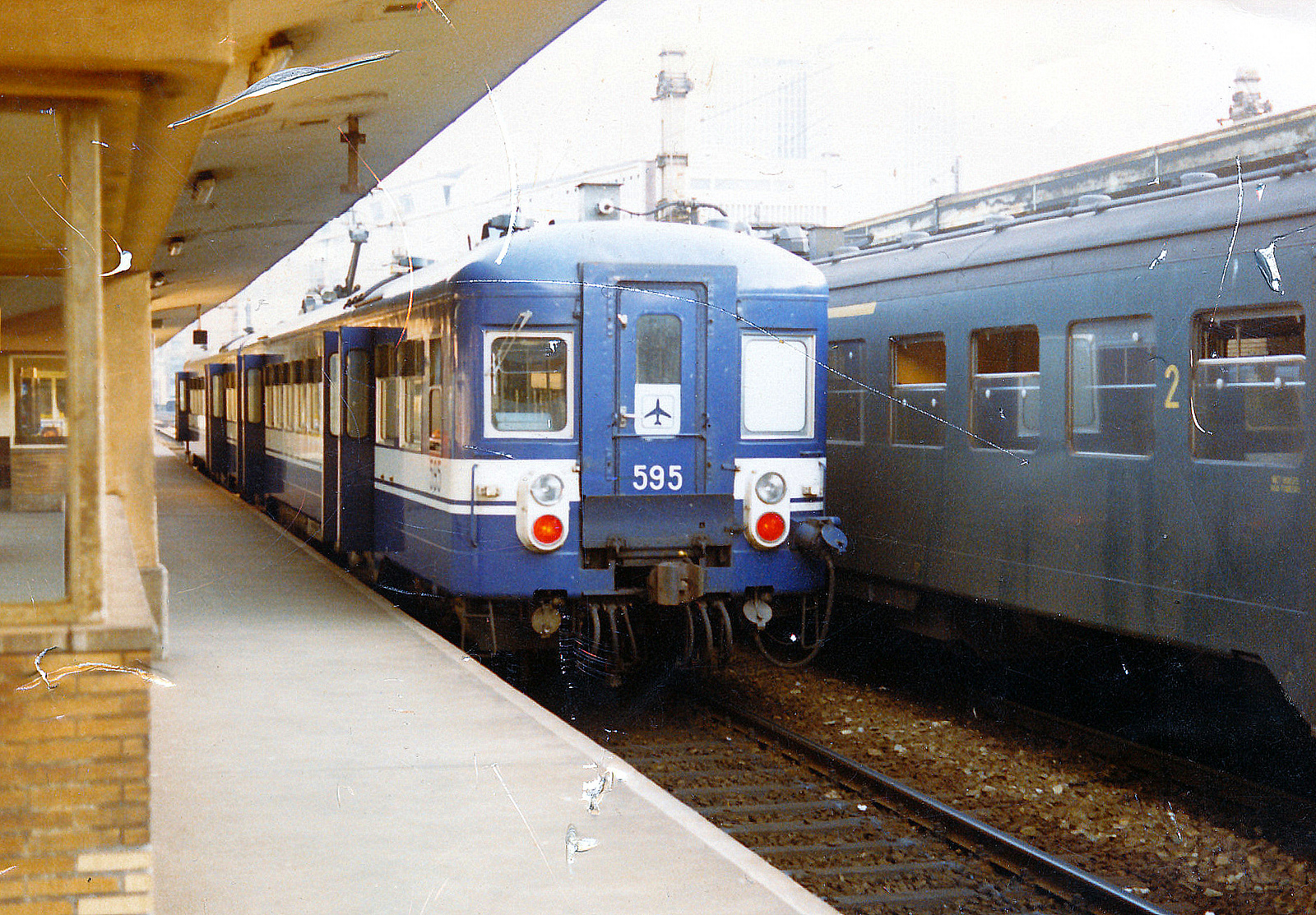
Een Klassiek motorstel in Sabena-kleuren in Brussel-Noord; op weg naar Brussel-Centraal, waar deze "Airport Express" een eigen kopspoor had

Het sporenplan is in al die tijd nagenoeg ongewijzigd gebleven, op één uitzondering na. In Brussel-Centraal was er een kort kopspoor (1A) gelegen aan de noordkant van het perroneiland 1–2. Dit kopspoor was rechtstreeks bereikbaar vanaf het bovengrondse Sabenakantoor en ontving de Sabena-treinen die naar de luchthaven reden. De wissels voor het kopspoor waren, behalve bij Brussel-Zuid en -Noord, de enige wissels op de Noord-Zuidverbinding. Het perron tussen sporen 1 en 2 was dan ook minder lang: er was ruimte voor 10 rijtuigen (of 9 rijtuigen en een locomotief) in plaats van 13 (of 12 rijtuigen en een locomotief). Later is het spoor buiten gebruik gesteld en gesloopt, waarbij het perron 1–2 verlengd werd zodat het even lang is als de andere twee.
De stad Brussel zelf moest even bekomen van de bouw van de Noord-Zuidverbinding. Jarenlang was het centrum van Brussel onderbroken geweest, en vele oude wijken werden gesloopt of permanent in twee gedeeld, onder meer door de komst van het Rijksadministratief Centrum. De inwoners treurden voor het verlies van het oude stadsbeeld en velen verlieten het stadscentrum. Ook kunstenaars lieten zich inspireren door dit verlies, zoals bijvoorbeeld het boek Vergeten straat van Louis Paul Boon, dat vertelt over het lot van de bewoners in een Brusselse straat, die afgesloten raakt van de buitenwereld door de aanleg van de Noord-Zuidverbinding. De verbinding is een symbool geworden van de verbrusseling, de evolutie in de jaren vijftig en zestig van de 20ste eeuw waarbij vele historische gebouwen en wijken verloren gingen ten voordele van moderne ontwikkelingen in de stedenbouw.

## Verkeersafhandeling

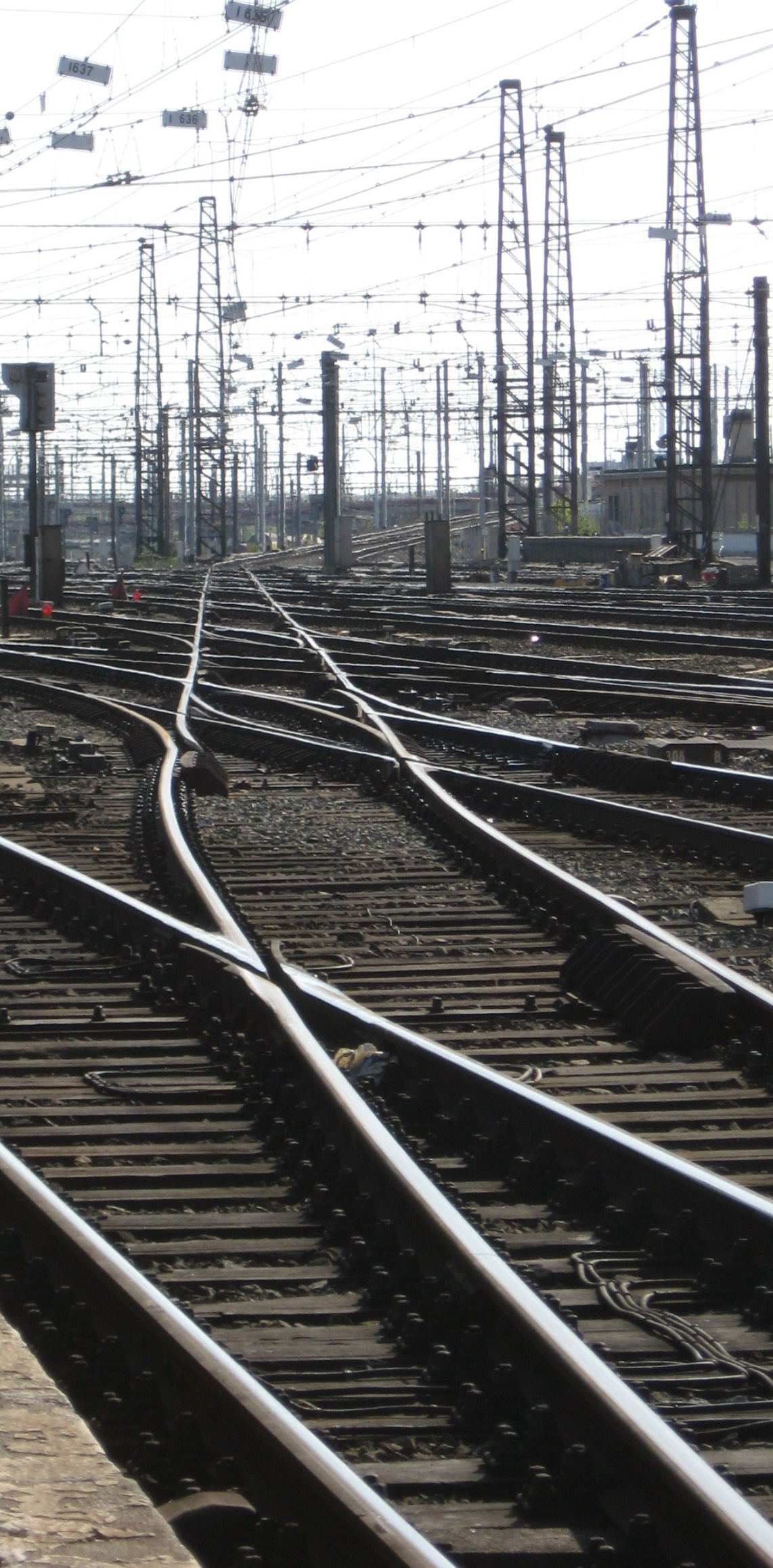
Wisselstraat bij Brussel-Zuid

Met zo'n 1200 treinen per dag is de Brusselse Noord-Zuidverbinding veruit de drukst bereden spoorverbinding van België. De tunnel heeft zes sporen en kan hiermee maximaal 96 treinen per uur verwerken, met een maximale snelheid van 50 kilometer per uur. De meeste treinen zijn doorgaand en keren niet op de Noord-Zuidverbinding. De treinen die wel keren op de Noord-Zuidverbinding doen dit in Brussel-Zuid, het enige station met voldoende perroncapaciteit. Brussel-Noord heeft onvoldoende beschikbare sporen en tijdens de werkdagen keert er geen enkele trein. De treinen die in het noorden van Brussel eindigen rijden door tot Schaarbeek waar er wel voldoende perroncapaciteit is met elf aan de Noord-Zuid-aangesloten perronsporen. Zowel in het noorden bij Schaarbeek-Vorming als in het zuiden bij Vorst zijn er grote opstelplaatsen waar het treinmaterieel opgesteld en onderhouden wordt.
Er is maar een beperkt aantal treinen dat in Brussel-Congres stopt tijdens de kantooruren: een lokale dienst Antwerpen-Nijvel en een paar piekuurtreinen. In Brussel-Kapellekerk rijdt alleen de al vermelde lokale trein. Deze twee stations blijven op zater-, zon- en feestdagen gesloten. De internationale hogesnelheidstreinen (Thalys, ICE) gebruiken de westelijke sporen. Deze sporen zijn de minst gebruikte sporen voor de nationale treindiensten en de hst-terminal bevindt zich aan de westzijde van Brussel-Zuid. Deze treinen stoppen niet in Brussel-Centraal en alleen de ICE's stoppen in Brussel-Noord.
De N-Z-verbinding verwerkt de treinen van de vier hoofdrichtingen in het noorden, zijnde:
- Jette (Denderleeuw, Dendermonde) (L50, L60)
- Mechelen (spoorlijnen 25 en 27)
- Leuven (spoorlijnen 36 en 36N)
- Schuman (Ottignies) (L161/2)

In het zuiden zijn er drie hoofdrichtingen:
- Denderleeuw/Gent (L50A)
- Halle
- Nijvel

Behalve de treindiensten die keren op de Noord-Zuidverbinding gebruiken de treinen een koppeling van een noord- en een zuidrichting. Om kruisingsconflicten zo beperkt mogelijk te houden zijn bepaalde koppelingen van hoofdrichtingen uitgesloten en worden voor treindiensten bij voorkeur kruisingsvrije koppelingen gebruikt. Zo is bijvoorbeeld een trein Dendermonde - Nijvel uitgesloten, daar deze trein alle andere treinen zou moeten kruisen (van de west- naar de oostsporen); maar zie hieronder. Een trein Antwerpen - Charleroi blijft echter de meest oostelijke sporen gebruiken en heeft geen conflicten met andere treinbewegingen. Deze technische beperkingen met de Noord-Zuidverbinding bepalen deels de opzet van de landelijke treindienstregeling. Buiten de Noord-Zuidverbinding zijn mogelijkheden om kruisingsvrij treinen naar ander Noord-Zuidsporen te sturen. Deze zijn:
- Het viaduct van spoorlijn 36N en spoorlijn 25N dat ten noorden van Schaarbeek de andere spoorlijnen kruist. Treinen van/naar Leuven kunnen hierdoor de westsporen in plaats van de middensporen gebruiken.
- Er is een aftakking van de spoorlijn 50A die rechtstreeks op de westsporen aansluit.
- Vanuit de westzijde van Brussel-Zuid zijn er twee viaducten die een rechtstreekse aansluiting geven op de lijn naar Halle en de HSL.
- Voor sommige relaties is het beter de stad helemaal rond te lopen: bijvoorbeeld zou de bovenvermelde hypothetische trein Dendermonde – Nijvel kunnen lopen ofwel langs het westen (spoorlijn 28 langs Simonis en Brussel-West en dan alle sporen van Brussel-Zuid over een (tegenwoordig enkelsporige) viaduct doorkruisen), ofwel langs het oosten via verbinding 161/1 onder de sporen van Brussel-Noord en daarna langs Schuman en Brussel-Luxemburg om de lijn naar Nijvel in Linkebeek te bereiken.

Om toch alle mogelijkheden te bieden zijn er veel wisselstraten bij de grote stations zo dat treinen naar elk gewenst spoor gestuurd kunnen worden.

### Capaciteitsproblemen
De Noord-Zuidverbinding is de drukste treinverbinding van België en telt bovendien ook de drie drukste stations van het land. Het stijgend gebruik van treinverbindingen, het gedeelte van het GEN dat toch door de Noord-Zuidverbinding rijdt, en de mogelijke aanvragen van nieuwe spoorwegondernemingen na de vrijmaking van de markt in 2010 maken het tracé tot de grootste oorzaak van vertragingen in België. Eén vertraging in de tunnel kan bovendien zorgen voor een vlindereffect op het hele spoorwegnet. Als er in spitsuren één trein vertraging krijgt in de tunnel kunnen er tot twintig andere treinen hiervan hinder ondervinden. In september 2008 lanceerde spoorwegbeheerder Infrabel het idee de capaciteit van de tunnel uit te breiden door de aanleg van extra sporen of de bouw van een nieuwe tunnel.De nieuwe treintunnel zou onder of naast de bestaande Noord-Zuidtunnel worden geboord. Dit ligt echter gevoelig gezien het negatieve imago van de oorspronkelijke Noord-Zuidverbinding. Daarnaast zijn er plannen om de treinenloop efficiënter te verwerken door een kortere opvolging van de treinen. Probleem hierbij is dat de treinen niet homogeen zijn in lengte en rijeigenschappen. Bovendien zijn de binnenkomsttijden vaak afwijkend van de dienstregeling, waardoor treinen moeilijk ingepast kunnen worden.
Ondertussen wordt er gewerkt om de tunnel zoveel mogelijk te ontlasten door reizigerstreinen langs alternatieve spoorroutes te laten rijden. Zo werd er in het kader van het GEN-project de Schuman-Josaphattunnel gebouwd tussen station Brussel-Schuman en station Meiser waardoor er een nieuwe Noord-Zuidroute is ontstaan in het hart van de zakenwijk; deze verbinding werd in december 2015 in gebruik genomen. Tevens is de Westring heropend voor reizigersverkeer. Er zijn plannen om deze westelijke spoorring te gebruiken om de hogesnelheidstreinen naar Nederland en Duitsland om te leiden. Hiervoor is ten zuiden van het station Schaarbeek een spooronderdoorgang in ruwbouw aangelegd.
Bij calamiteiten zoals de seinhuisbrand van 1995 in Brussel-Noord, waarbij de hele Noord-Zuidverbinding uitvalt, heeft het station Schaarbeek een grote rol in de nooddienstregeling. Alle bestemmingen kunnen namelijk van daaruit bereikt worden zonder de Noord-Zuidverbinding te gebruiken — langs de "goederenroutes" tussen Schaarbeek-Vorming en de rest van het land.

### Beveiliging en bediening
In het weekend van 29 april t/m 1 mei 2017 werd de relaistechniek uit 1985 vervangen door een volledig computergestuurde technologie. Hierdoor zal de capaciteit en de veiligheid van de verbinding verhoogd worden. Hiervoor moest de verbinding drie dagen volledig stil gelegd worden. Sindsdien wordt het treinverkeer van Brussel-Zuid aan de zijde van de Noord-Zuidverbinding bediend met de EBP-technologie, de zuidzijde van Brussel-Zuid (zijde Gent/Halle/Nijvel) werd voorlopig nog wel bediend door middel van de al-relaistechnologie. De zuidzijde van Brussel-Zuid werd begin november 2019 ook uitgerust met computergestuurde wissels, wat een complete stopzetting veroorzaakte van al het verkeer over die wissels gedurende de twee verlengde weekeinden van vrijdag 1 tot zondag 3 en van zaterdag 9 tot maandag 11 november. Toen zijn treindiensten verkort of omgeleid om de hoofdstad toch te kunnen bedienen.
Sinds juni 2023 is op de volledige Noord-Zuidverbinding ETCS N1 in dienst gesteld.

### Recente ontwikkelingen
Er zijn sinds 2012 twee viaducten die van het westzijde van station Schaarbeek over Schaarbeek-Vorming lopen naar lijnen 25N en 36N. Hierdoor hoeven de Thalys- en Eurostar-treinen naar Nederland of Duitsland de sporen niet meer te kruisen.

## Stations
De drie stations (Brussel-Zuid, Brussel-Centraal, Brussel-Noord) behoren tot de vijf drukste van België, samen met Gent-Sint-Pieters en Antwerpen-Centraal.
| Station             | Gemeente    | Spoorlijn                          | Aantal sporen | Opening | Informatie | Afbeelding |
| ------------------- | ----------- | ---------------------------------- | ------------- | ------- | --- | ---------- |
| Brussel-Zuid        | Sint-Gillis | 0 - 28 - 50A - 96 - 124            | 22            | 1869    | Drukste station van België, knooppunt van internationale en nationale treinen                                               |            |
| Brussel-Kapellekerk | Brussel     | 0                                  | 4             | 1952    | Wordt enkel bediend tijdens de week tussen 05:00 en 20:00 1×/u. bediend door de S1 Antwerpen-Nijvel                         |            |
| Brussel-Centraal    | Brussel     | 0                                  | 6             | 1952    | Tweede drukste station van België, wordt enkel bediend door nationale treinen en de Beneluxtrein                            |            |
| Brussel-Congres     | Brussel     | 0                                  | 4             | 1952    | Wordt enkel bediend tijdens de week tussen 05:00 en 20:00 door de S1 Antwerpen-Nijvel. In Brussel-Congres stopt de S1 2×/u. |            |
| Brussel-Noord       | Schaarbeek  | 0 - 25 - 27 - 36 - 36N - 50- 161/2 | 12            | 1846    | Oorspronkelijk aan het Rogierplein, later verplaatst bij de opening van de Noord-Zuidverbinding in 1952                     |            |

## Treindiensten
De NMBS verzorgt het personenvervoer met IC, L-, Piekuurtreinen en ICT-treinen. Daarnaast wordt de route gebruikt door internationale diensten van Thalys en ICE.
| Serie         | Treinsoort                        | Route | Bijzonderheden |
| ------------- | --------------------------------- | --- | --- |
| IC 01         | Intercity (NMBS)                  | Eupen – Luik-Guillemins – Brussel-Zuid – Gent-Sint-Pieters – Brugge – Oostende | |
| IC 03         | Intercity (NMBS)                  | Genk – Leuven – Brussel-Zuid – Gent-Sint-Pieters – Brugge – Blankenberge | |
| IC 05         | Intercity (NMBS)                  | Charleroi-Centraal – Brussel-Zuid – Antwerpen-Centraal – Antwerpen-Luchtbal | Rijdt alleen op werkdagen. |
| IC 06         | Intercity (NMBS)                  | Brussels Airport-Zaventem – Brussel-Zuid – Doornik | |
| IC 07         | Intercity (NMBS)                  | Charleroi-Centraal – Brussel-Zuid – Antwerpen-Centraal – Essen | Rijdt alleen op werkdagen. |
| IC 11         | Intercity (NMBS)                  | Binche – La Louvière-Centrum – Brussel-Zuid – Schaarbeek [ – Mechelen – Turnhout ] | Rijdt in het weekend tussen Binche en Schaarbeek. |
| IC 12         | Intercity (NMBS)                  | [ Oostende – Brugge – ] Kortrijk – Gent-Sint-Pieters – Brussel-Zuid – Luik-Guillemins – Welkenraedt | Rijdt alleen op werkdagen. Eerste en laatste ritten van/naar Oostende.                                                                                   |
| IC 13         | Intercity (NMBS)                  | Kortrijk – Denderleeuw – Brussel-Zuid – Schaarbeek | Rijdt alleen op werkdagen, rijdt soms van/naar Brussel-Zuid.                                                                                             |
| IC 14         | Intercity (NMBS)                  | Quiévrain – Bergen – Brussel-Zuid – Leuven – Luik-Guillemins | Rijdt alleen op werkdagen. |
| IC 16         | Intercity (NMBS/CFL)              | Brussel-Zuid – Namen – Luxemburg | |
| IC 18         | Intercity (NMBS)                  | [ Doornik – Aat – ] Brussel-Zuid – Namen – Luik-Guillemins – Luik-Sint-Lambertus | Rijdt alleen op werkdagen. Rijdt in de spits verder naar Doornik.                                                                                        |
| IC 20         | Intercity (NMBS)                  | Gent-Sint-Pieters – Aalst – Brussel-Zuid – [ Hasselt – Tongeren ] / [ Dendermonde – Lokeren ] | Rijdt in het weekend Gent-Sint-Pieters - Lokeren. |
| IC 22         | Intercity (NMBS)                  | Brussel-Zuid – Mechelen – Antwerpen-Centraal | |
| IC 23         | Intercity (NMBS)                  | Brussels Airport-Zaventem – Brussel-Zuid – Kortrijk – Brugge – Oostende | Stopt in het weekend bijkomend in Munkzwalm. |
| IC 23A        | Intercity (NMBS)                  | Brussels Airport-Zaventem – Brussel-Zuid – Gent-Sint-Pieters – Brugge – Knokke | |
| IC 26         | Intercity (NMBS)                  | Kortrijk – Doornik – Brussel-Zuid – Sint-Niklaas | Rijdt alleen op werkdagen, laatste rit stopt bijkomend in elk station tussen Jette en Dendermonde.                                                       |
| IC 29         | Intercity (NMBS)                  | [ De Panne – ] Gent-Sint-Pieters – Aalst – Brussel-Zuid – Brussels Airport-Zaventem – Leuven – Landen | Rijdt in het weekend De Panne - Brussel-Noord. |
| IC 31         | Intercity (NMBS)                  | [ Charleroi-Centraal – ] Brussel-Zuid – Mechelen – Antwerpen-Centraal | In het weekend vanaf Charleroi-Centraal. |
| Eurostar 9100 | Eurostar (Eurostar)               | Amsterdam Centraal – Rotterdam Centraal – Brussel-Zuid – Lille-Europe – London St Pancras International | |
| 9200 IC 35    | EuroCity, Beneluxtrein (NMBS)     | Rotterdam Centraal – Breda – Noorderkempen – Antwerpen-Centraal – Mechelen – Brussels Airport-Zaventem – Brussel-Noord – Brussel-Centraal – Brussel-Zuid                                                            | Via HSL Schiphol - Antwerpen. |
| Eurostar 9300 | Eurostar (Eurostar)               | Amsterdam Centraal – Schiphol Airport – Rotterdam Centraal – Antwerpen-Centraal – Brussel-Zuid – Paris-Nord | Via HSL. Diverse ritten alleen tussen Amsterdam en Brussel.                                                                                              |
| Eurostar 9400 | Eurostar (Eurostar)               | Paris Nord – Brussel-Zuid – Luik-Guillemins – Aachen Hbf – Köln Hbf – Düsseldorf Hbf – Duisburg Hbf – Essen Hbf – Bochum Hbf – Dortmund Hbf                                                                         | Vijf treinen per dag. Enkele treinen verder naar Dortmund.                                                                                               |
| ICE 79        | InterCityExpress (DB Fernverkehr) | Brussel-Zuid – Brussel-Noord – Luik-Guillemins – Aachen Hbf – Köln Hbf – Frankfurt (Main) Flughafen Fernbahnhof – Frankfurt (Main) Hbf                                                                              | Rijdt elke twee uur. |
| NJ 425        | Nightjet (ÖBB)                    | Brussel-Zuid – Brussel-Noord – Luik-Guillemins – Aachen Hbf – Köln-Ehrenfeld – Bonn Hbf – Koblenz Hbf – Mainz Hbf – Frankfurt (Main) Süd – Erfurt Hbf – Halle (Saale) Hbf – Berlin Südkreuz – Berlin Hbf            | Drie keer per week. Trein splitste en combineerde in Mannheim Hbf. Rijdt Brussel – Mannheim samen NJ 40425. Rijdt Mannheim – Berlijn samen met NJ 40469. |
| NJ 40425      | Nightjet (ÖBB)                    | Brussel-Zuid – Brussel-Noord – Luik-Guillemins – Aachen Hbf – Köln-Ehrenfeld – Bonn Hbf – Koblenz Hbf – Mainz Hbf – München Ost – Rosenheim – Salzburg Hbf – Linz Hbf – Sankt Pölten Hbf – Wien Meidling – Wien Hbf | Drie keer per week. Trein splitste en combineerde in Mannheim Hbf. Rijdt Brussel – Mannheim samen met NJ 425. Rijdt Mannheim – Wenen samen met NJ 469.   |
| ICT 6800      | Toeristentrein (NMBS)             | Tongeren – Hasselt – Brussel-Zuid – Gent-Sint-Pieters – Brugge – Oostende | Rijdt in juli en augustus. |
| ICT 6900      | Toeristentrein (NMBS)             | Brussel-Noord – Brussel-Zuid – Gent-Sint-Pieters – De Panne | Rijdt in juli en augustus. |
| ICT 6960      | Toeristentrein (NMBS)             | Waver – Bierges-Walibi – Ottignies – Brussel-Zuid | Rijdt tijdens de openingstijden van Walibi. Op werkdagen tot Ottignies.                                                                                  |
| P 7000/8000   | Piekuurtrein (NMBS)               | [ Oostende – Brugge – ] / [ De Panne – ] / [ Poperinge – Ieper – Kortrijk – ] Gent-Sint-Pieters – Brussel-Zuid – Schaarbeek                                                                                         | Twee treinen per dag per richting. Een trein op zondagavond vanaf De Panne.                                                                              |
| P 7010/8010   | Piekuurtrein (NMBS)               | [ Gent-Sint-Pieters – ] / [ Sint-Niklaas – Gent-Dampoort – ] Brussel-Zuid – Schaarbeek | Rijdt alleen op werkdagen. Een trein vanaf Sint-Niklaas.                                                                                                 |
| P 7205/8205   | Piekuurtrein (NMBS)               | Mol – Mechelen – Brussel-Zuid | Rijdt alleen op werkdagen. |
| P 7300/8300   | Piekuurtrein (NMBS)               | Genk – Hasselt – Leuven – Brussel-Zuid | Rijdt alleen op werkdagen. |
| P 7305/8305   | Piekuurtrein (NMBS)               | Tongeren – Hasselt – Brussel-Zuid | Rijdt alleen op werkdagen. |
| P 7400/8400   | Piekuurtrein (NMBS)               | Luik-Guillemins – Leuven – Brussel-Zuid | Rijdt alleen op werkdagen. |
| P 7440/8440   | Piekuurtrein (NMBS)               | Wezet – Luik-Guillemins – Brussel-Zuid – 's-Gravenbrakel | Rijdt alleen op werkdagen, 1 rit verder naar 's-Gravenbrakel.                                                                                            |
| P 7510/8510   | Piekuurtrein (NMBS)               | Moeskroen – Doornik – Brussel-Zuid – Schaarbeek | Rijdt alleen op werkdagen. Twee treinen verder als IC-18 naar Luik-Paleis.                                                                               |
| P 7600/8600   | Piekuurtrein (NMBS)               | Rochefort-Jemelle – Namen – Brussel-Zuid | Rijdt alleen op werkdagen. Een trein Brussel - Rochefort-Jemelle.                                                                                        |
| P 7720/8720   | Piekuurtrein (NMBS)               | Jemeppe-sur-Sambre – Charleroi-Centraal – Brussel-Zuid – Schaarbeek | Rijdt alleen op werkdagen. |
| P 7740/8740   | Piekuurtrein (NMBS)               | Binche – La Louvière-Centrum – Brussel-Zuid – Schaarbeek | Rijdt alleen op werkdagen. |
| P 7800/8800   | Piekuurtrein (NMBS)               | Quiévrain – Bergen – Brussel-Zuid – Schaarbeek | Rijdt alleen op werkdagen. |
| P 7950/8950   | Piekuurtrein (NMBS)               | Kortrijk – Brussel-Zuid – Schaarbeek | Rijdt alleen op werkdagen. |

### Gewestelijk Expresnet
Het traject maakt deel uit van de volgende routes van het Gewestelijk Expresnet:
| Serie | Treinsoort             | Route                                                                              | Bijzonderheden |
| ----- | ---------------------- | ---------------------------------------------------------------------------------- | --- |
| S 1   | S-trein Brussel (NMBS) | Charleroi-Centraal – /Nijvel – Brussel-Zuid – Mechelen – Antwerpen-Centraal        | Op zondag een deel Brussel-Noord - Nijvel en een deel Brussel-Zuid - Antwerpen-Centraal. Tijdens de week eerste en laatste ritten van/naar Charleroi-Centraal.     |
| S 2   | GEN (NMBS)             | 's-Gravenbrakel – Brussel-Zuid – Leuven                                            | Rijdt 1×/u. op zondag. |
| S 3   | GEN (NMBS)             | [ Denderleeuw – ] Geraardsbergen – Brussel-Zuid – [ Dendermonde ] / [ Schaarbeek ] | Rijdt tijdens de spits vanaf/naar Denderleeuw. Tijdens de spits extra ritten Geraardsbergen-Schaarbeek. Rijdt tijdens het weekend Denderleeuw-Brusssel-Noord.      |
| S 3   | GEN (NMBS)             | Zottegem – Brussel-Zuid – Schaarbeek                                               | Alleen in het weekend en de spits. |
| S 6   | GEN (NMBS)             | Zottegem – Denderleeuw – Geraardsbergen                                            | Rijdt alleen op werkdagen. Tijdens de spits een rit vanaf Oudenaarde.                                                                                              |
| S 8   | GEN (NMBS)             | Zottegem – Brussel-Zuid – Brussel-Schuman – Ottignies – Louvain-la-Neuve           | Rit naar Zottegem rijdt niet in het weekend. Een rit rijdt dagelijks tussen Brussel-Zuid - Ottignies. Een rit rijdt dagelijks tussen Ottignies - Louvain-la-Neuve. |
| S 10  | GEN (NMBS)             | Dendermonde – Brussel-West – Brussel-Zuid – Aalst                                  | Tijdens de spits extra ritten Aalst-Brussel-Zuid |

## Reizigerstellingen
De grafiek en tabel geven het gemiddeld aantal instappende reizigers weer op een week-, zater- en zondag.
| Tabel: aantal instappende reizigers station Brussel Jon./NZV | Tabel: aantal instappende reizigers station Brussel Jon./NZV | Tabel: aantal instappende reizigers station Brussel Jon./NZV | Tabel: aantal instappende reizigers station Brussel Jon./NZV |
|                                                              | Weekdag                                                      | Zaterdag                                                     | Zondag                                                       |
| ------------------------------------------------------------ | ------------------------------------------------------------ | ------------------------------------------------------------ | ------------------------------------------------------------ |
| 1981                                                         | 150 500                                                      | 41 847                                                       | 38 665                                                       |
| 1982                                                         | 152 072                                                      | 43 099                                                       | 43 451                                                       |
| 1983                                                         | 147 885                                                      | 37 605                                                       | 34 531                                                       |
| 1984                                                         | 146 406                                                      | 40 057                                                       | 36 305                                                       |
| 1985                                                         | 147 782                                                      | 42 454                                                       | 48 923                                                       |
| 1986                                                         | 141 143                                                      | 37 037                                                       | 35 143                                                       |
| 1987                                                         | 140 868                                                      | 40 499                                                       | 43 372                                                       |
| 1988                                                         | 143 591                                                      | 41 032                                                       | 39 449                                                       |
| 1989                                                         | 143 958                                                      | 40 054                                                       | 38 207                                                       |
| 1990                                                         | 149 267                                                      | 48 569                                                       | 46 941                                                       |
| 1991                                                         | 140 519                                                      | 40 929                                                       | 40 004                                                       |
| 1992                                                         | 145 595                                                      | 44 407                                                       | 45 884                                                       |
| 1993                                                         | 128 699                                                      | 40 339                                                       | 41 443                                                       |
| 1994                                                         | 145 695                                                      | 41 860                                                       | 41 722                                                       |
| 1995                                                         | 135 628                                                      | 38 161                                                       | 38 445                                                       |
| 1996                                                         | 137 584                                                      | 43 435                                                       | 52 950                                                       |
| 1997                                                         | 140 656                                                      | 51 115                                                       | 46 649                                                       |
| 1998                                                         | 143 366                                                      | 39 260                                                       | 38 312                                                       |
| 1999                                                         | 127 492                                                      | 36 982                                                       | 36 101                                                       |
| 2000                                                         | 135 131                                                      | 37 487                                                       | 31 586                                                       |
| 2001                                                         | 183 596                                                      | 67 031                                                       | 63 388                                                       |
| 2002                                                         | 142 638                                                      | 44 429                                                       | 43 516                                                       |
| 2003                                                         | 139 498                                                      | 45 416                                                       | 44 794                                                       |
| 2004                                                         | 149 372                                                      | 48 456                                                       | 43 728                                                       |
| 2005                                                         | 152 258                                                      | 52 242                                                       | 52 548                                                       |
| 2006                                                         | 164 077                                                      | 51 425                                                       | 51 161                                                       |
| 2007                                                         | 169 636                                                      | 52 193                                                       | 51 972                                                       |
| 2008                                                         | -                                                            | -                                                            | -                                                            |
| 2009                                                         | 160 286                                                      | 58 914                                                       | 50 797                                                       |
| 2010                                                         | -                                                            | -                                                            | -                                                            |
| 2011                                                         | -                                                            | -                                                            | -                                                            |
| 2012                                                         | 157 321                                                      | 48 055                                                       | 50 700                                                       |
| 2013                                                         | 160 667                                                      | 50 973                                                       | 51 722                                                       |
| 2014                                                         | 182 692                                                      | 53 959                                                       | 55 450                                                       |
| 2015                                                         | 187 612                                                      | 56 398                                                       | 57 411                                                       |
| 2016                                                         | 185 707                                                      | 56 570                                                       | 58 338                                                       |
| 2017                                                         | 179 600                                                      | 62 000                                                       | 56 937                                                       |
| 2018                                                         | 182 032                                                      | 70 407                                                       | 68 374                                                       |
| 2019                                                         | 184 727                                                      | 72 889                                                       | 68 182                                                       |

Anderlecht · 
Arcaden · 
Bockstael · 
Boondaal · 
Bordet · 
Bosvoorde · 
Brussel-Centraal · 
Brussel-Congres · 
Brussel-Groendreef · 
Brussel-Kapellekerk · 
Brussel-Luxemburg · 
Brussel-Noord · 
Brussel-Schuman · 
Brussel-West · 
Brussel-Zuid · 
Delta · 
Diesdelle · 
Etterbeek · 
Evere · 
Ganshoren · 
Haren · 
Haren-Zuid · 
Jette · 
Josaphat · 
Koninklijk Station · 
Koninklijke Sint-Mariastraat · 
Kuregem · 
Laken · 
Leuvensesteenweg · 
Meiser · 
Merode · 
Moensberg · 
Mouterij · 
Paleisstraat · 
Rogierstraat · 
Schaarbeek · 
Schaarbeek-Josaphat · 
Simonis · 
Sint-Agatha-Berchem · 
Sint-Job · 
Thurn en Taxis · 
Thurn en Taxis (Goederen) · 
Ukkel-Kalevoet · 
Ukkel-Stalle · 
Vorst-Oost · 
Vorst-Zuid · 
Watermaal · 
Wetstraat · 
Zoniënwoud
0,0: Brussel-Noord ·
1,0: Brussel-Congres ·
1,9: Brussel-Centraal ·
2,7: Brussel-Kapellekerk ·
3,8: Brussel-Zuid